# Physalaemus santafecinus
Physalaemus santafecinus là một loài ếch trong họ Leptodactylidae.
Nó được tìm thấy ở Argentina và có thể cả Paraguay.
Các môi trường sống tự nhiên của chúng là vùng đồng cỏ ôn đới, hồ nước ngọt có nước theo mùa, đầm nước ngọt có nước theo mùa, và vùng đồng cỏ. Loài này đang bị đe dọa do mất môi trường sống.